# Elizabeth Fryová
Elizabeth Fryová, rozená Gurneyová, někdy uváděná jako Betsy Fryová (21. května 1780 Norwich – 12. října 1845 Ramsgate), byla anglická reformátorka vězeňství, sociální reformátorka, filantropka a kvakerka. Fryová byla hlavní hybnou silou nové legislativy, která měla zlepšit zacházení s vězni, zejména vězeňkyněmi, a jako takový byla nazývána „Andělem vězení“. Vedla se rozsáhlé deníky, ve kterých je explicitně vyjádřena potřeba chránit vězeňkyně před znásilněním a sexuálním vykořisťováním.
V jejíém úsilí byla podporována královnou Viktorií a ruskými imperátory Alexandrem I. a Mikulášem I. Korespondovala s oběma ruskými imperátory, jejich manželkami a carevnou matkou. Byla zobrazena na bankovce Bank of England v hodnotě 5 £, která byla v oběhu od roku 2002 do května 2017.

## Život
Její otec John Gurney byl partnerem v Gurney's Bank. Její matka,Catherine byla členkou rodiny Barclay, která patřila mezi zakladatele Barclays Bank. Její matka zemřela, když bylo ELizabeth dvanáct let. Jako jedna z nejstarších dívek v rodině byla Elizabeth částečně zodpovědná za péči a výchovu mladších dětí, včetně svého bratra Josepha Johna Gurneyho, filantropa. Jednou z jejích sester byla Louisa Gurneyová Hoareová, spisovatelka zabývající se vzděláváním.
Když jí bylo 20 let, potkala Josepha Frye, bankéře a kvakera. Vzali se 19. srpna 1800 v Norwich Goat Lane Friends Meeting House a přestěhovali se do St Mildred's Court v londýnské City. Mezi lety 1809 a 1829 žili v Plashet House v East Hamu a poté se přestěhovali do The Cedars na Portway ve West Hamu, kde žili až do roku 1844. Měli jedenáct dětí, pět synů a šest dcer.